# Pablo Pagis
Pablo Pagis (Montbéliard, 19 dicembre 2002) è un calciatore francese, attaccante del Lorient.

## Biografia
È figlio dell'ex calciatore Mickaël Pagis.

## Carriera
È cresciuto nei settori giovanili di Pont Péan, Rennes e Lorient ed ha iniziato la sua carriera nel 2020 con la seconda squadra di quest'ultimo club, militante nella quarta divisione francese. Il 24 dicembre 2021 ha firmato il suo primo contratto professionistico ed il 31 agosto 2022 è stato ceduto in prestito al Nîmes, nella seconda divisione francese; pochi giorni dopo ha debuttato nell'incontro di Ligue 2 vinto 3-2 contro il Valenciennes. Ha terminato la stagione con 5 reti segnate in 32 partite di campionato giocate.
Al termine della stagione ha fatto rientro al Lorient, con cui nel mese di agosto ha rinnovato il contratto fino al 2026 per poi debuttare in Ligue 1 contro il Lilla poche settimane dopo. Utilizzato con poca frequenza (3 presenze totali, tutte in campionato), l'8 gennaio 2024 è stato ceduto in prestito al Laval fino al termine della stagione; qui ha messo a segno 4 reti in 16 presenze in seconda divisione.
Rientrato al Lorient, nel frattempo retrocesso in Ligue 2, nel mese di settembre ha rinnovato il contratto fino al 2027 ed è stato confermato in rosa per la nuova stagione.

## Statistiche

### Presenze e reti nei club
Statistiche aggiornate al 21 aprile 2025.
| Stagione        | Squadra         | Campionato      | Campionato | Campionato | Coppe nazionali | Coppe nazionali | Coppe nazionali | Coppe continentali | Coppe continentali | Coppe continentali | Altre coppe | Altre coppe | Altre coppe | Totale | Totale | Totale |
| Stagione        | Squadra         | Comp            | Pres       | Reti       | Comp            | Pres            | Reti            | Comp               | Pres               | Reti               | Comp        | Pres        | Reti        | Pres   | Reti   |        |
| --------------- | --------------- | --------------- | ---------- | ---------- | --------------- | --------------- | --------------- | ------------------ | ------------------ | ------------------ | ----------- | ----------- | ----------- | ------ | ------ | ------ |
| 2020-2021       | Lorient 2       | N2              | 6          | 0          |                 | -               | -               |                    | -                  | -                  |             | -           | -           | 6      | 0      |        |
| 2021-2022       | Lorient 2       | N2              | 23         | 10         |                 | -               | -               |                    | -                  | -                  |             | -           | -           | 23     | 10     |        |
| 2022-2023       | Nîmes           | L2              | 32         | 5          | CF              | 3               | 3               |                    | -                  | -                  |             | -           | -           | 35     | 8      |        |
| 2023-gen. 2024  | Lorient 2       | N2              | 1          | 0          |                 | -               | -               |                    | -                  | -                  |             | -           | -           | 1      | 0      |        |
| 2023-gen. 2024  | Lorient         | L1              | 3          | 0          | CF              | 0               | 0               |                    | -                  | -                  |             | -           | -           | 3      | 0      |        |
| gen.-giu. 2024  | Laval           | L2              | 16         | 4          | CF              | 2               | 0               | -                  | -                  | -                  | -           | -           | -           | 18     | 4      |        |
| 2024-2025       | Lorient 2       | N3              | 1          | 0          | -               | -               | -               | -                  | -                  | -                  | -           | -           | -           | 1      | 0      |        |
| 2024-2025       | Lorient         | L2              | 24         | 3          | CF              | 2               | 1               | -                  | -                  | -                  | -           | -           | -           | 26     | 4      |        |
| Totale carriera | Totale carriera | Totale carriera | 106        | 22         |                 | 7               | 4               |                    | -                  | -                  |             | -           | -           | 113    | 26     |        |

## Palmarès

### Club

#### Competizioni nazionali
- Campionato francese di seconda divisione: 1

Lorient: 2024-2025